# Aegista vulgivaga
Aegista vulgivaga es una especie de molusco gasterópodo de la familia Bradybaenidae en el orden de los Stylommatophora.

## Distribución geográfica
Es  endémica de Japón.